# Château de l'Ast

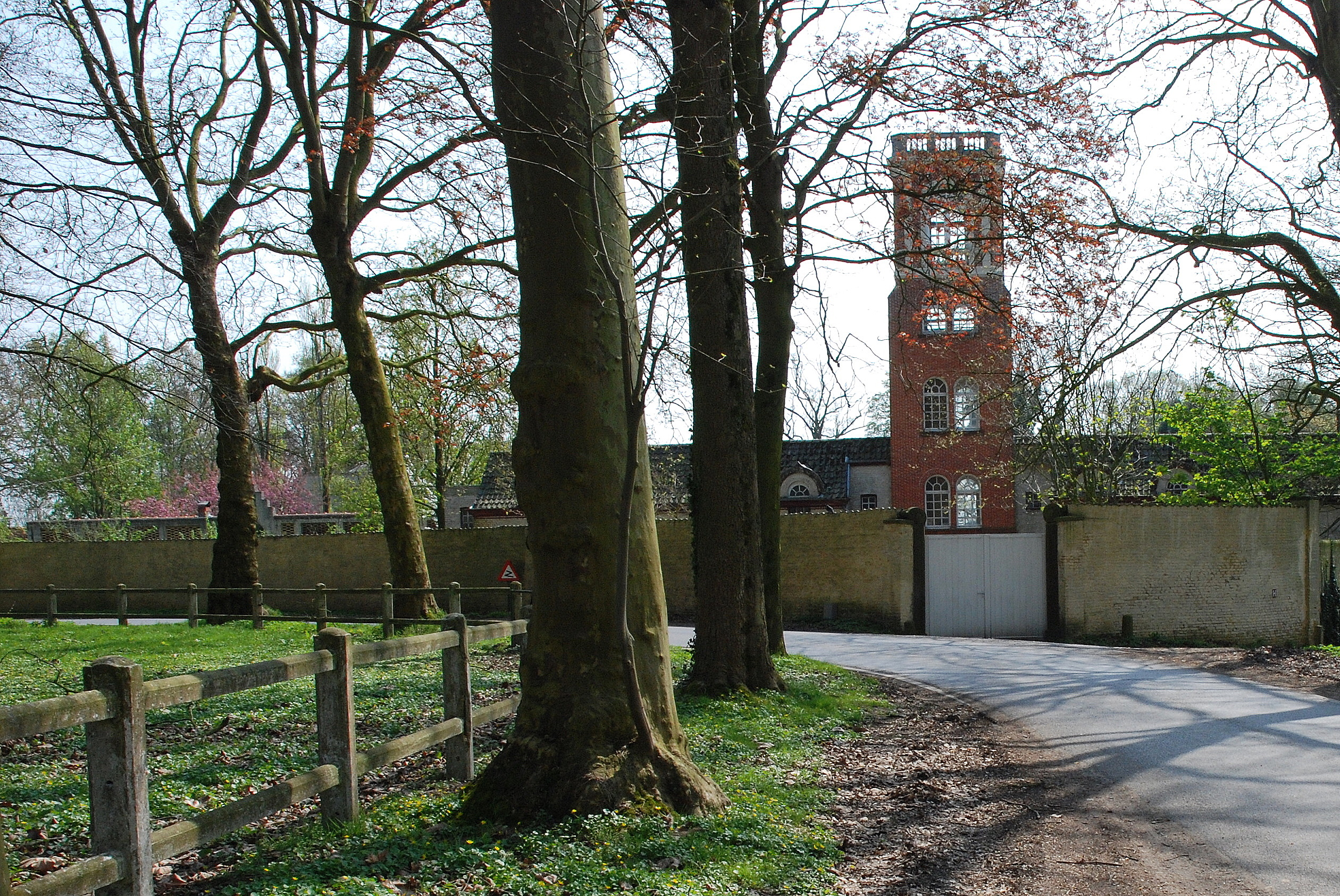
La tour du château

Le château de l'Ast (Kasteel den Ast), est un château situé dans la commune de Kruisem, à proximité de Mullem dans la commune d'Audenarde.
Le château a été construit dans la deuxième partie du XIXe siècle par le même architecte que celui qui a construit l'Opéra de Gand et il a été transformé à la fin des années 1950 dans le style français et a un toit en mansarde. Une tour de guet a été élevée au XIXe siècle sur le domaine qui inclut notamment une ferme qui date du XVe siècle. Une vieille chapelle, qui, jusqu'à la Révolution française, était un célèbre lieu de pèlerinage, a été intégrée dans un coin du mur d'enceinte du château. Un peu plus loin est présent un ancien séchoir à chicorée.
Un habitant notoire du château fut le baron Gaston de Gerlache, fils de l'explorateur polaire Adrien de Gerlache. Gaston de Gerlache de Gomery était marié à Lily van Oost, résistante belge pensant la Seconde Guerre mondiale. Elle était  une fille de Georges van Oost, industriel gantois qui reprit cette propriété à la mort de sa première épouse qui en avait héritée. Gaston de Gerlache de Gomery a été pendant dix-huit ans bourgmestre de Mullem. Sa femme Lily fut également bourgmestre pendant six ans, jusqu'à la fusion en 1976.
Le château est maintenant habité par Hélène Douville de Franssu, la fille de Gaston et Lily de Gerlache de Gomery.
Il possède une très belle roseraie et un parc paysagé.